# Hubenov (Kralovice)
Hubenov je barokní hospodářský dvůr cisterciáckého kláštera v Plasích na místě zaniklé stejnojmenné vesnice v severovýchodní části okresu Plzeň-sever, na katastrálním území vsi Hradecko, 3 km severně od města Kralovice. Byl postaven v 1. polovině 18. století podle plánů architekta Jana Blažeje Santiniho-Aichela. Od roku 1964 je chráněn jako kulturní památka.

## Historie

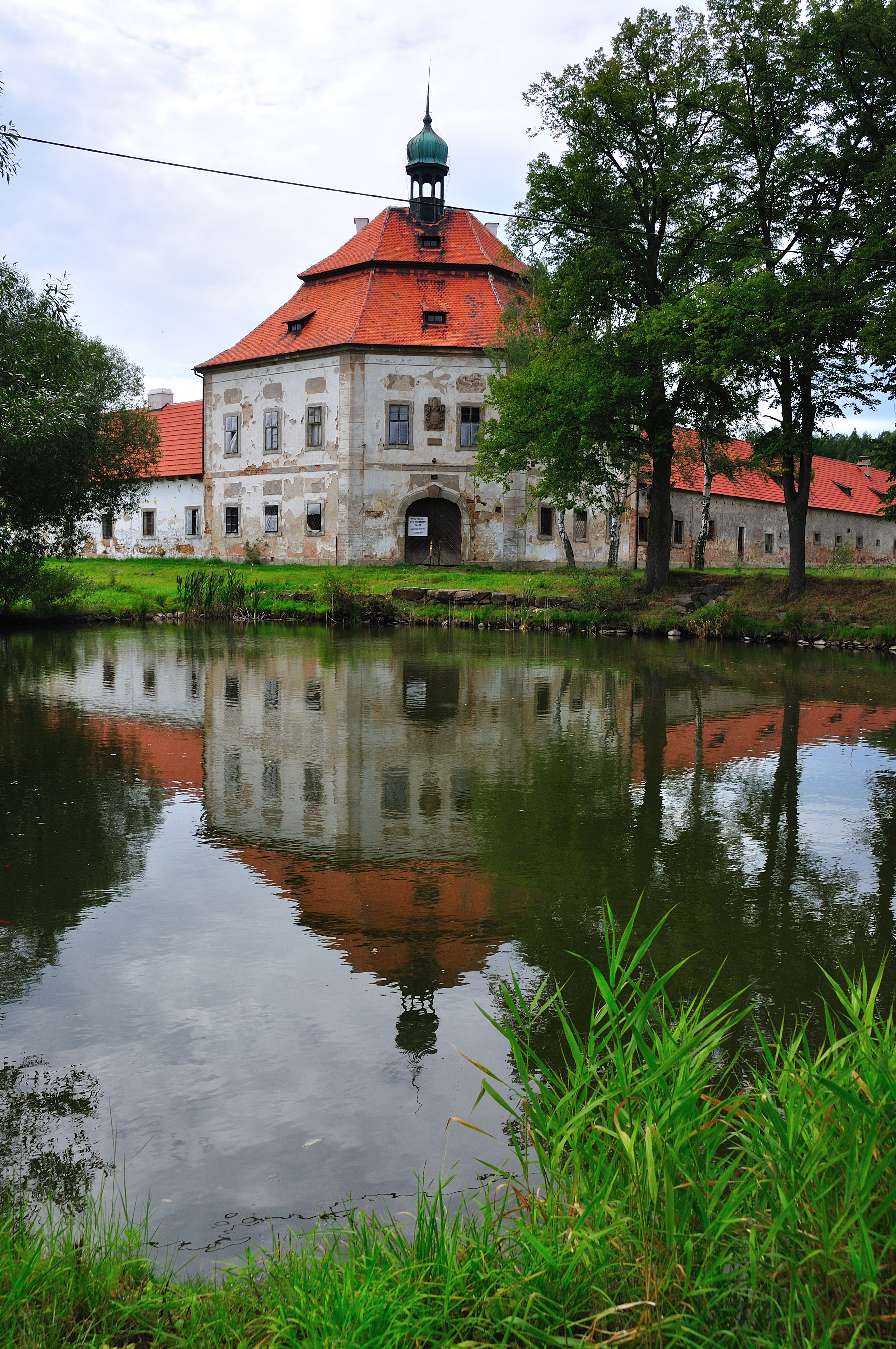
Obytná část barokního dvora (zámeček)

Pozemky, na nichž stojí areál hospodářského dvora a přilehlé okolí byly od roku 1328 majetkem cisterciáckého kláštera v Plasích. Roku 1337 pověřil tehdejší opat kláštera lokátora Petra z Kralovic založením vsi právem zákupním na části lesa Králova Hora. Za provedení získal Petr svobodný lán a dědičně rychtu, osadníci nové vsi byli po pět let osvobozeni od feudálních daní. Ves s šesti osadníky neměla příliš výnosné pozemky a ujalo se pro ní jméno Hubenov.
Od krále Zikmunda získali bratři Hanuš a Bedřich z Kolovrat do zástavy Hubenov a řadu dalších vsí za cenu 2061 kop. Po smrti Bedřicha v roce 1432 získal Hubenov jeho bratr Hanuš z Kolovrat, který jej držel až do své smrti. Jeho syn a dědic Hanuš II. z Kolovrat, toho času probošt kapituly pražské a administrátor arcibiskupství, roku 1480 postoupil Hubenov s dalšími vesnicemi a polovinou městečka Kralovic nazpět plaskému klášteru za 1600 kop. 
Na počátku 18. století ves Hubenov tvořilo 12 statků, které však plaský opat Evžen Tyttl nechal zlikvidovat a na jejich místě vybudoval velký hospodářský dvůr podle staršího projektu Jana Blažeje Santiniho-Aichela. Stavba započala v roce 1726, tedy až po Santiniho smrti a přestože se nedochovaly žádné plány a dokumenty, o Santiniho autorství svědčí jak typické znaky, tak vysoká umělecká i architektonická hodnota díla. Postupně byly dokončovány jednotlivé části areálu:  velký šestipatrový špýchar (1730),  rezidence s kaplí sv. Eugenie (1734) a jako poslední samostatná budova mléčnice uprostřed dvora (1738). Stavební práce prováděl polír Matěj Ondřej Kondela.
V roce 1785 byl dvůr po zrušení kláštera na základě patentu císaře Josefa II. konfiskován a přešel do správy Náboženské matice. Zařízení dvora i kaple bylo rozprodáno a pozemky pronajaty rolníkům z okolí. Během dalších let se na něm vystřídala řada nájemců, hospodářský účel stavby zůstal zachován. Roku 1927 vyhořel  téměř celý dvůr  s výjimkou sýpky, a kromě exteriérů byly znehodnoceny také interiéry zámečku a hospodářské stavení. Při opravě byly sníženy střechy hospodářských budov. Po roce 1948 užíval areál státní statek.
Po roce 1989 chátrající objekt zakoupil soukromý majitel, který započal s rekonstrukcí, ale pro nedostatek finančních prostředků ji zastavil. Od roku 2006 postupně provádí rekonstrukci nový majitel, který se snaží památku uvést do původního stavu.  Obnovuje hospodářské činnosti (chov včel, výsadba japonských topolů, výroba bioproduktů) a také umožňuje zájemcům prohlídky areálu.

## Popis
Dvůr je umístěn na mírném svahu, ze severní strany chráněném lesem. Před hlavním vstupem do se nachází rybník, v jehož hladině se odráží hlavní budova tzv. zámečku. Od hlavní cesty k lesu na areál navazuje pozemek s nově osázeným sadem a biotopy. 
Dvůr má podobu čtyřkřídlé stavby okolo nakoso postaveného čtvercového dvora, v jehož středu stojí menší budova. V jihovýchodním nároží se nachází obytná šestiboká budova (zámeček) s půlkruhově zaklenutým vjezdem a mansardovou střechou, která má na hřebeni zvoničku s cibulovou bání. Fasády jsou členěný rustikovými pásy, okolo obdélných oken jsou šambrány, v nadpraží je doplňují geometrické výplně. Nad hlavním portálem s kamenným ostěním a segmentovým záklenkem je vložen klenák s plochým nástavcem. Mezi okny nad portálem je kamenný znak opata Tyttla s monogramem a letopočtem 1734. V protějším rohu dvora stojí půdorysně shodný špýchar s mansardovou střechou a nezdobenými fasádami. Je opatřená kamennou deskou s latinským nápisem a znaky plaských opatů Evžena Tyttla a Silvestra Hetzera. Mezi obytnou budovou a sýpkou stojí přízemní budovy, které byly původně určeny jako obydlí pro správce a čeledíny, stáje, chlévy, stodoly a kůlny. Samostatná budova uprostřed dvora (mléčnice) sloužila původně jako chladírna uskladněných mléčných výrobků.
Interiér zámečku byl výrazně upraven v roce 1932. V přízemí střední části se nachází velký průjezd, nad kterým jsou v patře dva velké sály. Do patra vede pološnekové hlavní schodiště ke kapli sv. Eugenie. Pětiboký půdorys se na rozhraní stěn a klenby mění na kruhový, což je jeden z typických znaků Santiniho tvorby. Kaple je zaklenuta mělkou kupolí.